# Obrona przeciwlotnicza

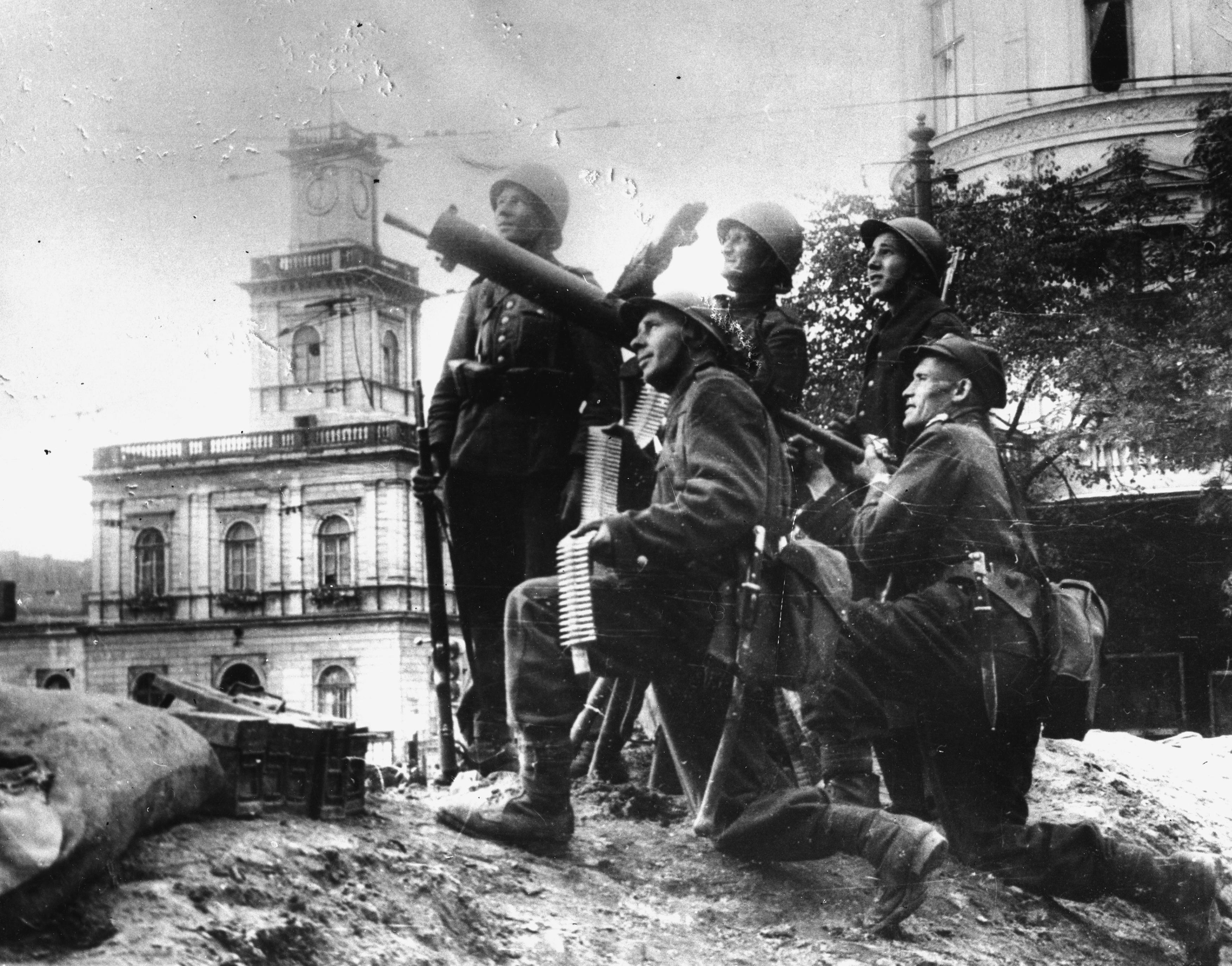
Obrona przeciwlotnicza w czasie obrony Warszawy we wrześniu 1939 roku

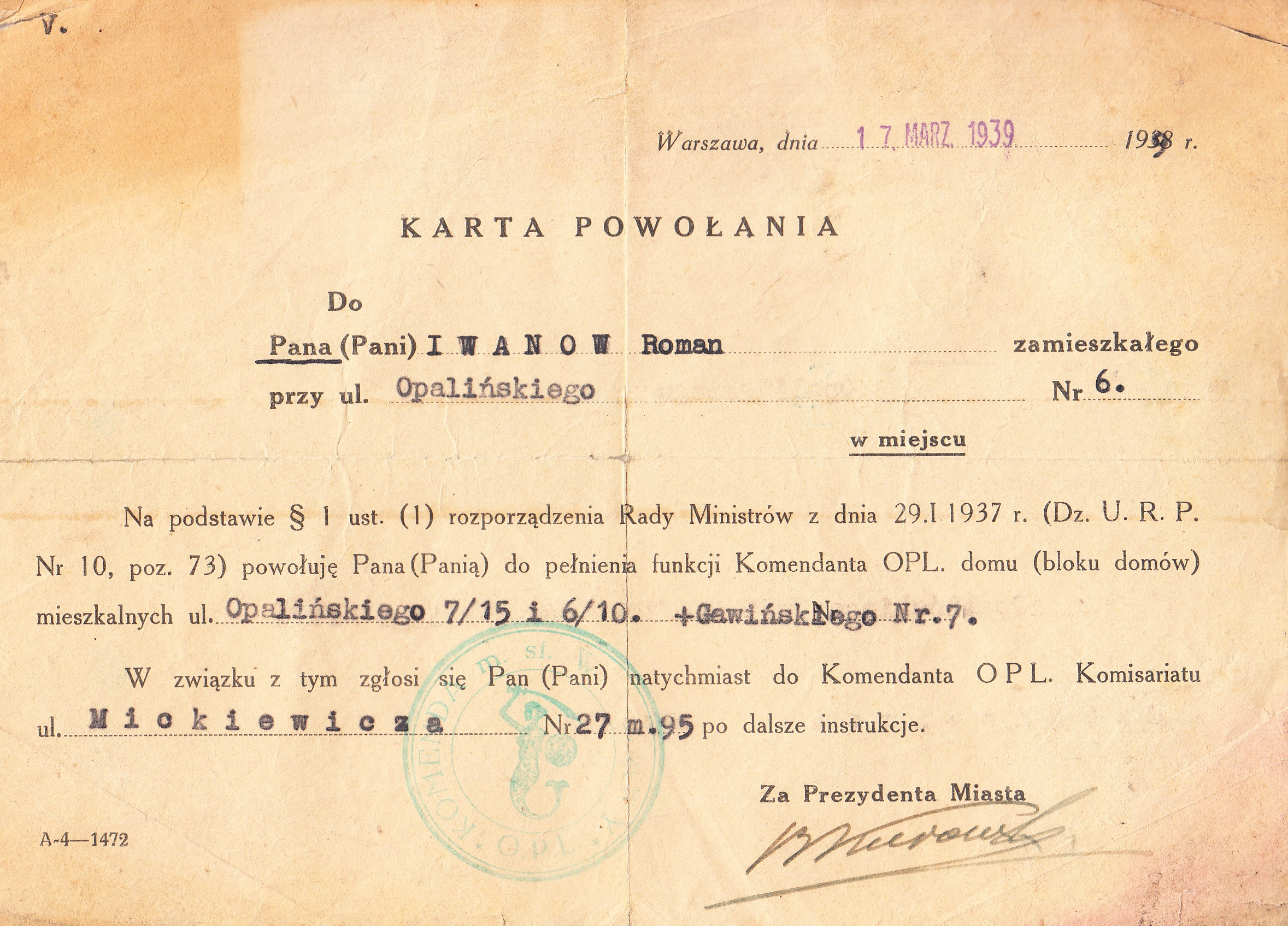
Karta powołania do pełnienia funkcji komendanta OPL w zespole budynków w Warszawie z marca 1939 roku

Obrona przeciwlotnicza – część obrony powietrznej obejmująca walkę ze środkami napadu powietrznego przeciwnika w powietrzu. 

## Charakterystyka
Obrona przeciwlotnicza to całokształt sił, środków i przedsięwzięć mających na celu niedopuszczenie lub ograniczenie do minimum oddziaływania lotnictwa nieprzyjaciela na wojska, ludność i obiekty w czasie prowadzenia działań bojowych i w rejonach ześrodkowania oraz obronę ważnych obiektów wojskowych przed rozpoznaniem i uderzeniami z powietrza lotnictwa i bezzałogowych środków napadu powietrznego głównie z małych wysokości. W strukturze polskich sił zbrojnych możemy wyodrębnić obronę przeciwlotniczą poszczególnych rodzajów sił zbrojnych.
Wyodrębnia się obronę bierną i czynną.
Cel obrony przeciwlotniczej osiąga się w wyniku realizacji dwóch zasadniczych funkcji:
- niszczenia (obezwładniania) środków napadu powietrznego w powietrzu,
- informowania o zagrożeniu z powietrza.

Obrona przeciwlotnicza jest częścią składową systemu obrony powietrznej.

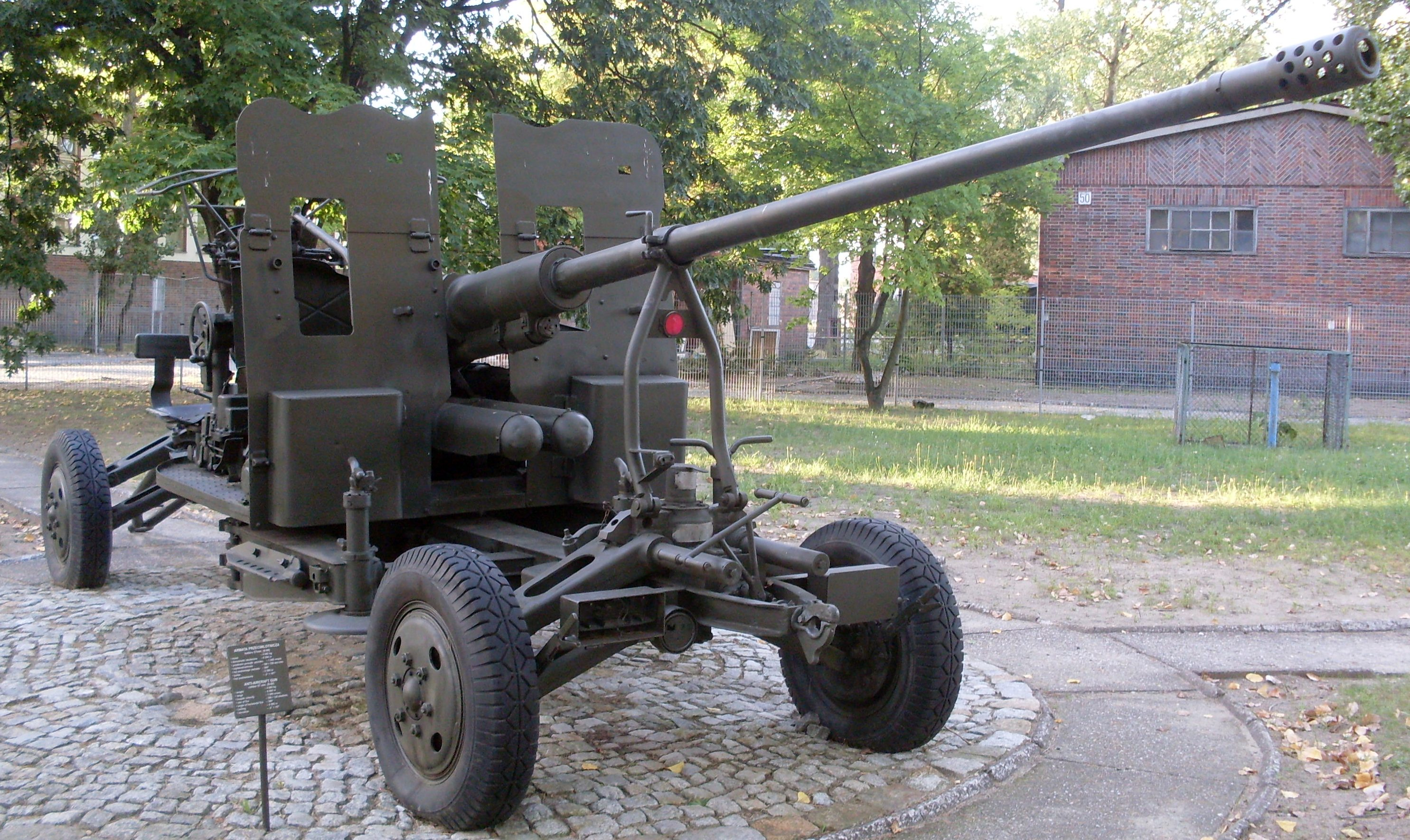
Działo przeciwlotnicze

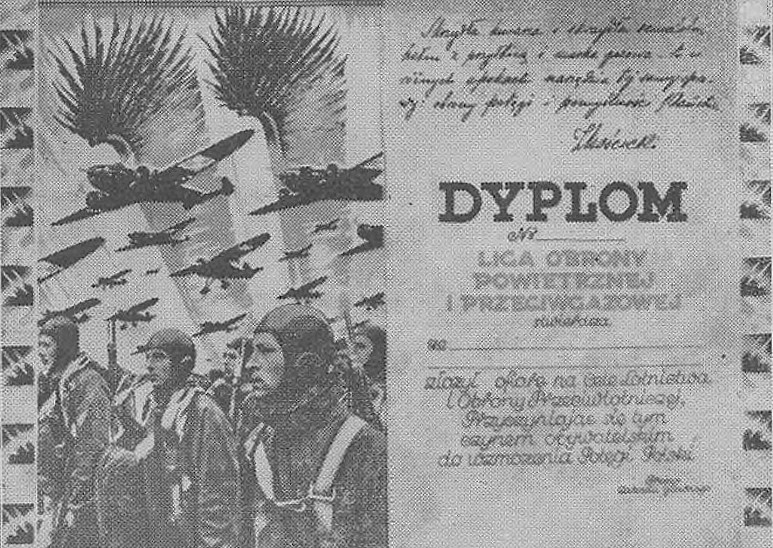
Dyplom Pożyczki Obrony Przeciwlotniczej w Polsce (1939)

Do zasadniczych elementów obrony przeciwlotniczej należą:
- prowadzenie rozpoznania celów powietrznych,
- działania artylerii przeciwlotniczej i rakiet przeciwlotniczych, lotnictwa myśliwskiego oraz przeciwlotniczych karabinów maszynowych,
- prowadzenie zmasowanego ognia z broni strzeleckiej,
- maskowanie i uodparnianie wojsk (obiektów) na skutki działania lotnictwa nieprzyjaciela.

Głównym celem Wojsk OPL SP w latach 2007–2012 było osiąganie interoperacyjności z Zintegrowanym Systemem Obrony Powietrznej NATO – NATINADS oraz z Wojskami Obrony Przeciwlotniczej Wojsk Lądowych i Marynarki Wojennej, w celu zapewnienia im możliwości wykonywania zadań w układzie narodowym, sojuszniczym i wielonarodowym (koalicyjnym), koncentrując swój wysiłek na osłonie:
- wyznaczonych baz lotniczych,
- wojsk operacyjnych w rejonach zgrupowań i przepraw,
- najważniejszych obiektów przemysłowych i administracyjnych.

W świetle tych zadań oraz obecnych i przewidywanych zagrożeń, oprócz zdolności do zwalczania samolotów, wojska OPL muszą posiadać zdolności do niszczenia rakiet balistycznych, pocisków samosterujących, bezpilotowych aparatów latających, obiektów powietrznych o małej skutecznej powierzchni odbicia.
Zadania obrony przeciwlotniczej  mogą być realizowane sposobami strefowo-obiektowej i bezpośredniej OPL. Strefowo-obiektowa OPL jest realizowana w osłonie wielu obiektów rozmieszczonych na znacznym obszarze. Organizuje się ją w warunkach dysponowania dużym i różnorodnym potencjałem bojowym. Bezpośrednia OPL jest realizowana w sytuacjach deficytu środków walki przeciwlotniczej. Jest ukierunkowana na osłonę konkretnych obiektów przed atakiem ŚNP z małych odległości i wysokości.